# ItN Nanovation
Die ItN Nanovation AG ist ein deutsches Nanotechnologieunternehmen mit Sitz in Saarbrücken. Kerngeschäft ist die Erforschung, die Produktion sowie der Handel und die Vermarktung von Nanopartikeln sowie deren Neben- und Folgeprodukte. Die Aktie der Gesellschaft wird im General Standard gehandelt und ist im CDAX enthalten.
Am 8. April 2021 wurde beim Amtsgericht Saarbrücken ein Insolvenzantrag wegen Zahlungsunfähigkeit und Überschuldung gestellt.

## Geschichte
Das Unternehmen wurde als ItN Nanovation GmbH am 23. März 2001 gegründet. Schwerpunkte waren zunächst Beschichtungen für industrielle Anwendungen und Wasserfiltrationslösungen. Zum 20. April 2006 wurde eine Umwandlung zur Aktiengesellschaft vollzogen. Am 28. Juli 2006 erfolgte der Börsengang am Prime Standard der Frankfurter Wertpapierbörse. Zum Zeitpunkt des Börsengangs beschäftigte ItN Nanovation 60 Mitarbeiter. 
Im Jahr 2012 wurde das Geschäftsfeld Beschichtungen in die Ceranovis GmbH ausgegliedert. ItN Nanovation konzentrierte sich forthin auf die Wasserfiltration. Trotz internationaler Projekte, beispielsweise zur Tiefenwasser-Filtration in Saudi-Arabien oder zur Nachfiltration in Kläranlagen und zur Brauchwasser-Aufbereitung, machte das Unternehmen über mehrere Jahre operative Verluste in Millionenhöhe. Im Jahr 2016 verkauften die bisherigen Haupteigner sämtliche Anteile an die chinesische Firma SafBon Investment. Für rund 4 Mio. Euro (Kaufpreis und Kapitalerhöhung) und einen Überbrückungskredit von 500.000 Euro konnte eine Insolvenz abgewendet werden. Mit dem neuen Investor wurde der Aufbau von Produktion und Entwicklungsabteilung in China geplant. Im November 2018 stellte der Vorstand erneut die drohende Zahlungsunfähigkeit fest. Durch die Zusage von finanzieller Unterstützung durch SafBon Investment konnte jedoch ein Insolvenzantrag vermieden werden.

## Kritik und Kursentwicklung
Bereits im März 2007, nur wenige Monate nach dem Börsengang von ItN Nanovation, setzte sich Spiegel Online kritisch mit dem Geschäftsmodell von Start-up-Unternehmen der Nanotechnologiebranche auseinander und warnte vor deren „Dubiose(n) Aktien“ als „Dummenfang im Dotcom-Stil“. Tatsächlich wurden die Aktien zum Preis von 20 Euro je Stück zugeteilt und der Kurs schwankte im Jahr 2006 zwischen 15,30 Euro und 29,00 Euro. Noch einen Monat vor dem kritischen Bericht, im Februar 2007, erklärte der Vorstandschef gegenüber dem Handelsblatt: „Seit dem Börsengang 2006 notiert unser Aktienkurs etwa 20 Prozent über dem Ausgabepreis“. Stand November 2019 liegt der Kurs noch bei 0,25 Euro. Damit ist die Aktie seit Ausgabe um rund 98,8 % gefallen.